# Минерал (округ, Монтана)
Минерал (англ. Mineral County) — один из 56 округов штата Монтана (США).

## Описание
Округ расположен в западной части штата. С северо-запада, запада и юго-запада граничит с Айдахо, с остальных сторон — с другими округами Монтаны. Название округу дано в честь обилия полезных минеральных ископаемых на территории. Административный центр и крупнейший населённый пункт округа — город Сьюпириор. Открытые водные пространства составляют 9 км², что составляет около 0,3% от общей площади округа в 3168 км². Через округ проходит крупная автодорога I-90. Через округ протекают реки Кларк-Форк и её приток Сент-Риджис.

Населённые пункты округа:
- Города:
  - Сьюпириор
  - Албертон[англ.]
- Статистически обособленные местности:
  - Де-Боржиа[англ.]
  - Ривербенд[англ.]
  - Сент-Риджис[англ.]

## История
Округ был образован 7 августа 1914 года путём отделения части округа Мизула.

## Демография
Население
- 1920 год — 2327 жителей
- 1930 — 1626
- 1940 — 2135
- 1950 — 2081
- 1960 — 3037
- 1970 — 2958
- 1980 — 3675
- 1990 — 3315
- 2000 — 3884
- 2005 — 4014
- 2010 — 4223

Расовый состав (2000)
- белые — 94,6%
- коренные американцы — 1,9%
- афроамериканцы — 0,2%
- азиаты — 0,5%
- прочие расы — 0,3%
- смешанные расы — 2,5%
- латиноамериканцы (любой расы) — 1,6%

Происхождение предков (2004)
- немцы — 22%
- ирландцы — 14%
- англичане — 12%
- норвежцы — 8%
- французы, шведы — по 4%
- коренные американцы — 3%

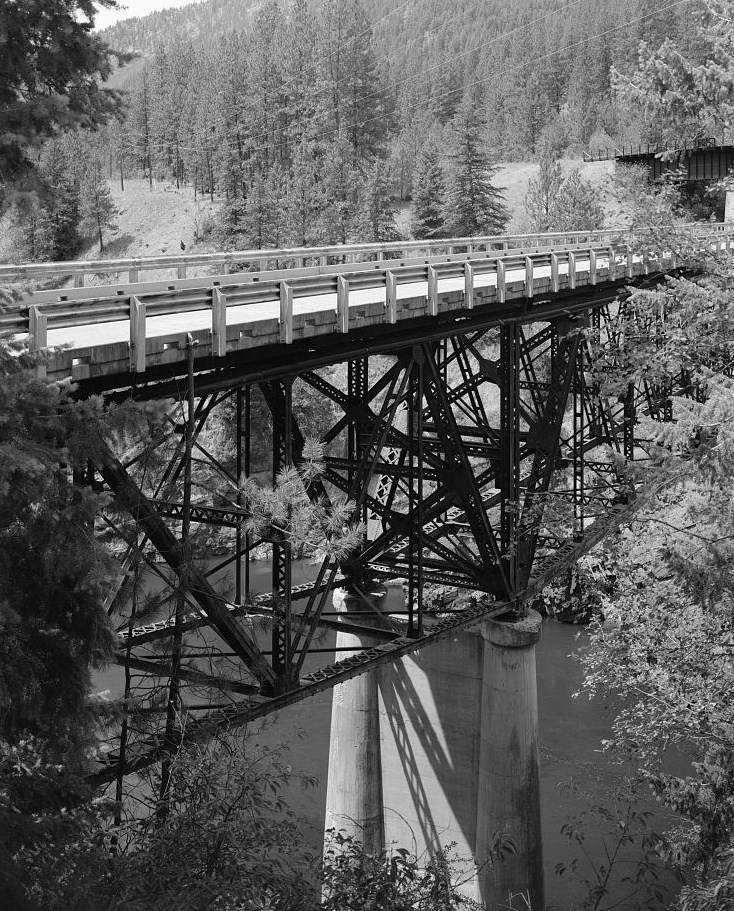
Мост через реку Кларк-Форк

- шотландцы, голландцы, итальянцы — по 2%[2]

## Достопримечательности
- Национальный лес Лоло (частично на территории округа)